# Catharinapaleis (Moskou)

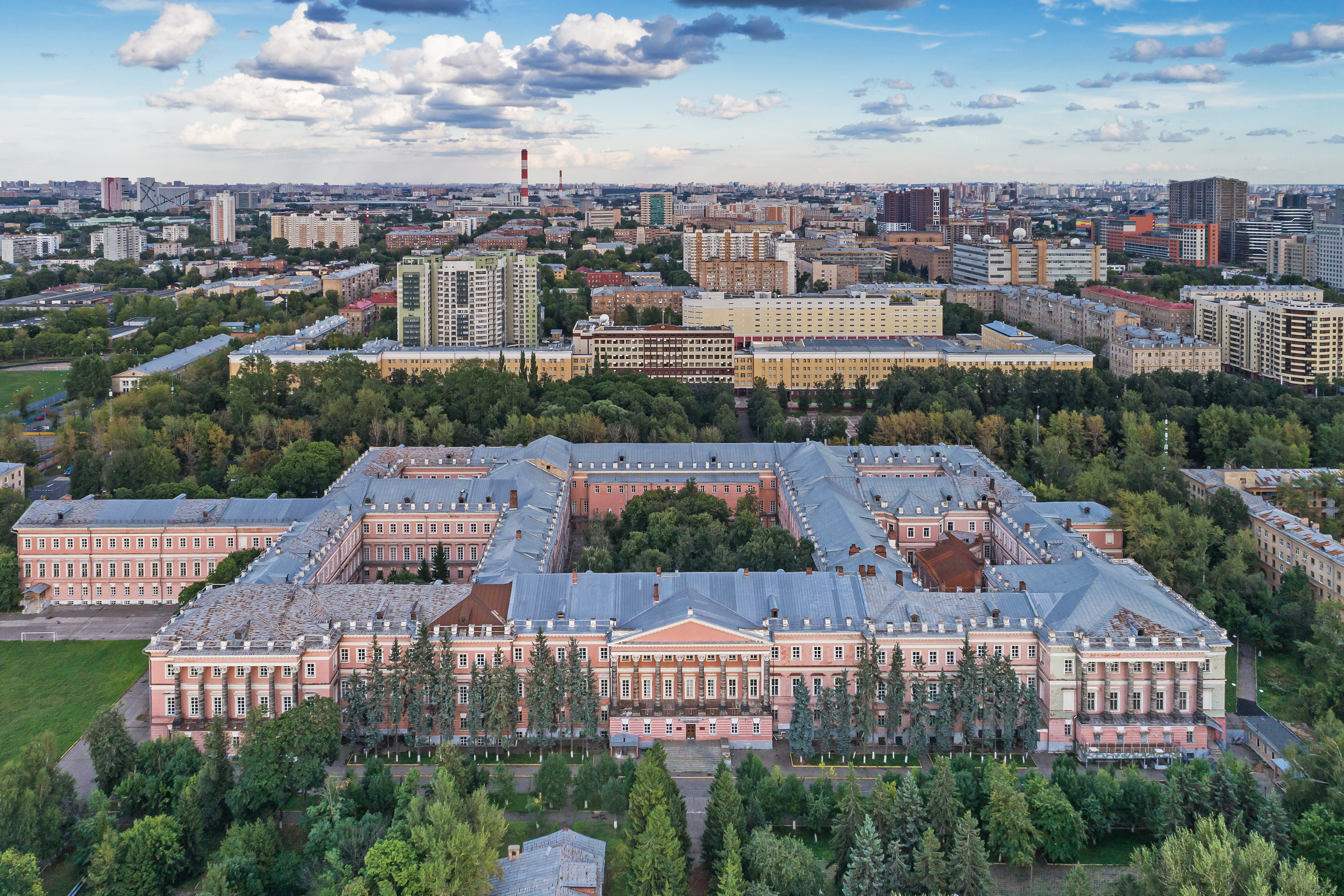
Het Catharinapaleis vanuit de lucht gezien

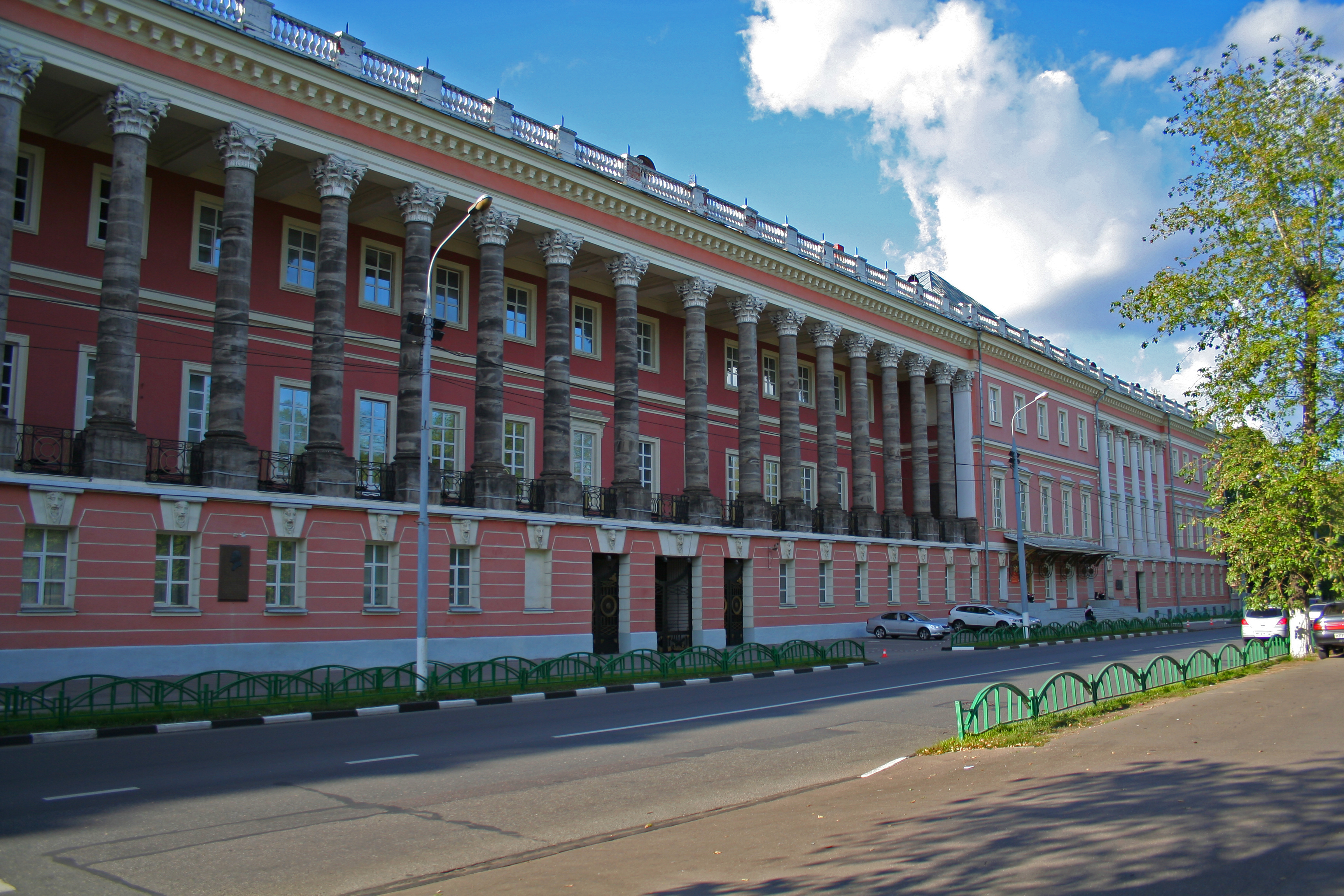
Het Catharinapaleis, deel ven de zuidoostelijke gevel

Het Catharinapaleis (Russisch: Екатерининский дворец, Jekaterininskij dvorets), ook bekend als Golovinpaleis (Головинский дворец) of Catharinakazerne (Екатерининские казармы) is een laat-18e-eeuws paleis in Moskou. Het paleis was een residentie van tsarina Catharina de Grote, naar wie het vernoemd is. Het was het grootste bouwwerk van Moskou in de 18e eeuw, en heeft nog steeds de langste colonnades (overdekte zuilenrijen) van de stad.
Het paleis in classicistische stijl ligt aan het Lefortovopark langs de rivier de Jauza in het district Lefovorto, ten oosten van het centrum van Moskou. Het is anno 2011 in gebruik als militaire academie en niet toegankelijk voor bezoekers.
De nabijgelegen Lefortovskibrug over de Jauza stamt uit 1777 en werd oorspronkelijk Paleisbrug genoemd omdat het twee paleizen met elkaar verbond: het Catharinapaleis en het Slobodapaleis.
Het Catharinapaleis in Moskou moet niet verward worden met het gelijknamige paleis nabij Sint-Petersburg, het zomerpaleis van Catharina de Grote.

## Geschiedenis
Na de dood van graaf Fjodor Golovin in 1706 liet tsarina Anna van Rusland zijn landhuis buiten Moskou vervangen met een nieuw gebouw op dezelfde plek. Dit paleis in barokstijl, het Annenhof, werd ontworpen door Francesco Bartolomeo Rastrelli. Het houten paleis, bestaande uit twee etages (het zomer- en winterpaleis), stond gereed in 1731. Hier bracht Anna haar meeste tijd door.
Na een brand in 1746 werd het paleis verlaten. Catharine de Grote vond het gebouw te ouderwets en in slechte staat en liet het in de jaren 1760 afbreken en vervangen door het huidige classicistische Catharinapaleis. De bouw begon in 1773 en onder toezicht van Karl Blank kwam de eerste fase in 1781 gereed. De tweede fase van de bouw, waaronder het interieur, werd in 1782 door Catharina toevertrouwd aan de Italiaans-Russische bouwmeesters Giacomo Quarenghi en Francesco Camporesi.
Tsaar Paul I had een afkeer van zijn moeders classicistische paleizen en liet het Catharinapaleis onmiddellijk na zijn kroning in 1796 in gebruik nemen als kazerne van het Moskouse garnizoensregiment. Bij de inname van Moskou door Napoleon in 1812 werd het Catharinapaleis verwoest. In de jaren 1820 werd het paleis gerestaureerd onder leiding van Osip Bové. Het bleef een militaire functie behouden als zetel van verschillende militaire academieën.
Het park rond het paleis werd grotendeels verwoest door een tornado die Moskou in 1904 trof. In oktober 1917, tijdens de Oktoberrevolutie, werd een hevige strijd rond het paleis uitgevochten tussen de jonge officiers in opleiding en de bolsjewieken, die het paleis zes dagen belegerden.
Het voormalige paleis bleef in gebruik als militaire academie. Sinds 1937 bevond zich hier de Militaire Academie van de Gepantserde Strijdkrachten, in 1998 opgegaan in de Militaire Academie van de Strijdkrachten van de Russische Federatie. In 2009 begon het stadsbestuur onderhandelingen met het Russische ministerie van defensie over de overdracht van het paleis naar de stad, zodat het gerestaureerd kan worden en opengesteld voor publiek.